# 李智友
李智友（韩文：이지우，1986年2月3日—），是一位韩国的女模特。2006年她以本名李银美踏入汽车摩托行业，2007年开始使用现名李智友，并逐渐在汽车、化妆品、服装、鞋类、电玩、平面媒体等多个行业担当模特。与另两位超级模特林智慧和黄美熙（황미희）并称当今韩国的三大车模。

## 簡歷
2005年出道，2010年就被封为韩国最美车模的李智友，因为34E的好身材、百变的外型，让她24岁就横跨多个产业。2006年她以本名李银美踏入汽车摩托行业，07年开始使用现名李智友。自从2006年出道以来，短短3年时间，李智友已经与林智慧、黄美熙一道成为当今韩国最炙手可热的三大车模。
靠着经纪公司的打造，李智友2009年更以GM的Exxlan代言人之姿，红遍韩国，也被网友封为韩国最美车模，如今更横跨汽车、化妆品、服装、鞋类、电玩、平面媒体等多个领域。